# Lagartinho-violeiro
O lagartinho-violeiro (nome científico: Cnemidophorus cryptus), também chamado popularmente de calango-listrado, calango-verde e lagarto-violeiro, é um lagarto da família dos teiídeos (Teiidae).

## Etimologia
O epíteto específico cryptus deriva do grego kryptós (κρυπτός). Por sua vez, o nome popular calango deriva da quimbundo kalanga com sentido de "lagarto".

## Taxonomia
O lagartinho-violeiro foi descrito pela primeira vez em 1993 por Cole & Dessauer. Sua localidade-tipo é Icabaru, em Bolívar, na Venezuela. Seu holótipo é AMNH 135089.

## Distribuição e habitat
O lagartinho-violeiro apresenta uma distribuição geográfica disjunta entre o norte do Brasil (Roraima, Amapá, Amazonas, Maranhão e Pará), sul do Suriname e da Guiana Francesa e sudeste da Venezuela. Está associada a ambientes abertos dentro da Amazônia, incluindo margens do rio Amazonas (particularmente ambas as margens do Negro e a margem direita do Madeira), regiões costeiras e enclaves de vegetação aberta. Estudos indicam que ocorre principalmente em áreas desmatadas ao longo de rodovias e nas proximidades de construções, como observado no Parque Estadual do Utinga.

## Ecologia
O lagartinho-violeiro é terrestre e diurno. Trata-se de uma espécie partenogenética, composta exclusivamente por fêmeas, com morfologia externa críptica e bastante semelhante à de Cnemidophorus lemniscatus. É um partenogênio clonal diploide de origem híbrida. Dois clones provavelmente se originaram de zigotos híbridos F1 separados, embora não se saiba se estes foram produzidos pelos mesmos genitores individuais ou na mesma ninhada de ovos. A hipótese de trabalho atual é que C. gramivagus e C. lemniscatus são as duas espécies ancestrais.

## Conservação
A União Internacional para a Conservação da Natureza (UICN) classifica o lagartinho-violeiro como pouco preocupante (LC), considerando sua ampla distribuição, abundância, capacidade de adaptação a ecossistemas alterados pelo homem, como plantações. Mesquita e Colli (2003) incluíram 80 espécimes em sua análise, e é considerado como ocorrendo em "hiperabundância" em florestas secundárias e plantações por Gardner et al. (2007). Em 2018, foi classificado como pouco preocupante (LC) no Livro Vermelho da Fauna Brasileira Ameaçada de Extinção do Instituto Chico Mendes de Conservação da Biodiversidade (ICMBio).